# Rouffiac-Tolosan
Rouffiac-Tolosan è un comune francese di 1 756 abitanti situato nel dipartimento dell'Alta Garonna nella regione dell'Occitania.

## Società

### Evoluzione demografica
Abitanti censiti